# Volta a Catalunya 2023
102. ročník etapového cyklistického závodu Volta a Catalunya se konal mezi 20. a 26. březnem 2023 ve španělském autonomním společenství Katalánsko. Celkovým vítězem se stal Slovinec Primož Roglič z týmu Team Jumbo–Visma. Na druhém a třetím místě se umístili Belgičan Remco Evenepoel (Soudal–Quick-Step) a Portugalec João Almeida (UAE Team Emirates). Závod byl součástí UCI World Tour 2023 na úrovni 2.UWT a byl devátým závodem tohoto seriálu.

## Týmy
Závodu se zúčastnilo všech 18 UCI WorldTeamů a 7 UCI ProTeamů. Týmy Israel–Premier Tech, Lotto–Dstny a Team TotalEnergies dostaly automatické pozvánky jako 3 nejlepší UCI ProTeamy sezóny 2022,, poslední jmenovaný tým však svou pozvánku zamítl. Dalších 5 UCI ProTeamů (Burgos BH, Caja Rural–Seguros RGA, Equipo Kern Pharma, Euskaltel–Euskadi a Uno-X Pro Cycling Team) pak bylo vybráno organizátory závodu, Amaury Sport Organisation. Všechny týmy přijely se sedmi jezdci, celkem se tak na start postavilo 175 závodníků. Do cíle v Barceloně dojelo 130 z nich.
UCI WorldTeamy
- AG2R Citroën Team
- Alpecin–Deceuninck
- Arkéa–Samsic
- Astana Qazaqstan Team
- Bora–Hansgrohe
- Cofidis
- EF Education–EasyPost
- Groupama–FDJ
- Ineos Grenadiers
- Intermarché–Circus–Wanty
- Movistar Team
- Soudal–Quick-Step
- Team Bahrain Victorious
- Team DSM
- Team Jayco–AlUla
- Team Jumbo–Visma
- Trek–Segafredo
- UAE Team Emirates

UCI ProTeamy
- Burgos BH
- Caja Rural–Seguros RGA
- Equipo Kern Pharma
- Euskaltel–Euskadi
- Israel–Premier Tech
- Lotto–Dstny
- Uno-X Pro Cycling Team

## Trasa a etapy
| Etapa         | Datum         | Trasa                                                   | Vzdálenost | Typ     | Typ                 | Vítěz                 |
| ------------- | ------------- | ------------------------------------------------------- | ---------- | ------- | ------------------- | --------------------- |
| 1             | 20. března    | Sant Feliu de Guíxols – Sant Feliu de Guíxols           | 164,5 km   |         | Středně těžká etapa | Primož Roglič (SLO)   |
| 2             | 21. března    | Mataró – Vallter                                        | 165,5 km   |         | Horská etapa        | Giulio Ciccone (ITA)  |
| 3             | 22. března    | Olost – La Molina                                       | 180,5 km   |         | Horská etapa        | Remco Evenepoel (BEL) |
| 4             | 23. března    | Llívia – Sabadell                                       | 188 km     |         | Rovinatá etapa      | Kaden Groves (AUS)    |
| 5             | 24. března    | Tortosa (Terres de l'Ebre) – Lo Port (Terres de l'Ebre) | 176,5 km   |         | Horská etapa        | Primož Roglič (SLO)   |
| 6             | 25. března    | Martorell – Molins de Rei                               | 183 km     |         | Rovinatá etapa      | Kaden Groves (AUS)    |
| 7             | 26. března    | Barcelona – Barcelona                                   | 136 km     |         | Středně těžká etapa | Remco Evenepoel (BEL) |
| Celková délka | Celková délka | Celková délka                                           | 1194 km    | 1194 km | 1194 km             | 1194 km               |

## Průběžné pořadí
| Etapa          | Vítěz           | Celkové pořadí | Bodovací soutěž | Vrchařská soutěž | Soutěž mladých jezdců | Soutěž týmů       | Cena bojovnosti  |
| -------------- | --------------- | -------------- | --------------- | ---------------- | --------------------- | ----------------- | ---------------- |
| 1              | Primož Roglič   | Primož Roglič  | Primož Roglič   | Jetse Bol        | Remco Evenepoel       | Bora–Hansgrohe    | Pau Miquel       |
| 2              | Giulio Ciccone  | Primož Roglič  | Primož Roglič   | Giulio Ciccone   | Remco Evenepoel       | UAE Team Emirates | Francisco Galván |
| 3              | Remco Evenepoel | Primož Roglič  | Primož Roglič   | Simone Petilli   | Remco Evenepoel       | UAE Team Emirates | Richard Carapaz  |
| 4              | Kaden Groves    | Primož Roglič  | Primož Roglič   | Guillaume Martin | Remco Evenepoel       | UAE Team Emirates | Roger Adrià      |
| 5              | Primož Roglič   | Primož Roglič  | Primož Roglič   | Primož Roglič    | Remco Evenepoel       | UAE Team Emirates | José Félix Parra |
| 6              | Kaden Groves    | Primož Roglič  | Primož Roglič   | Primož Roglič    | Remco Evenepoel       | UAE Team Emirates | Carlos Verona    |
| 7              | Remco Evenepoel | Primož Roglič  | Primož Roglič   | Remco Evenepoel  | Remco Evenepoel       | UAE Team Emirates | Richard Carapaz  |
| Konečné pořadí | Konečné pořadí  | Primož Roglič  | Primož Roglič   | Remco Evenepoel  | Remco Evenepoel       | UAE Team Emirates | neuděleno        |

- Ve 2. etapě nosil Rune Herregodts, jenž byl třetí v bodovací soutěži, modře pruhovaný dres, protože lídr této klasifikace Primož Roglič nosil zeleně pruhovaný dres lídra celkového pořadí a druhý závodník této klasifikace Remco Evenepoel nosil oranžově pruhovaný dres lídra soutěže mladých jezdců.
- Ve 3. etapě nosil Simone Petilli, jenž byl čtvrtý v bodovací soutěži, modře pruhovaný dres, protože lídr této klasifikace Primož Roglič nosil zeleně pruhovaný dres lídra celkového pořadí, druhý závodník této klasifikace Giulio Ciccone nosil červeně pruhovaný dres lídra vrchařské soutěže a třetí závodník této klasifikace Remco Evenepoel nosil oranžově pruhovaný dres lídra soutěže mladých jezdců.
- V etapách 4, 5 a 6 nosil Giulio Ciccone, jenž byl třetí v bodovací soutěži, modře pruhovaný dres, protože lídr této klasifikace Primož Roglič nosil zeleně pruhovaný dres lídra celkového pořadí a druhý závodník této klasifikace Remco Evenepoel nosil oranžově pruhovaný dres lídra soutěže mladých jezdců.
- V 7. etapě nosil Kaden Groves, jenž byl třetí v bodovací soutěži, modře pruhovaný dres, protože lídr této klasifikace Primož Roglič nosil zeleně pruhovaný dres lídra celkového pořadí a druhý závodník této klasifikace Remco Evenepoel nosil oranžově pruhovaný dres lídra soutěže mladých jezdců.
- V etapách 6 a 7 nosil Guillaume Martin, jenž byl třetí ve vrchařské soutěži, červeně pruhovaný dres, protože lídr této klasifikace Primož Roglič nosil zeleně pruhovaný dres lídra celkového pořadí a druhý závodník této klasifikace Remco Evenepoel nosil oranžově pruhovaný dres lídra soutěže mladých jezdců.

## Konečné pořadí
| Legenda | Legenda                         | Legenda | Legenda                               |
| ------- | ------------------------------- | ------- | ------------------------------------- |
|         | Označuje lídra celkového pořadí |         | Označuje lídra soutěže mladých jezdců |
|         | Označuje lídra bodovací soutěže |         | Označuje lídra vrchařské soutěže      |

### Celkové pořadí
| Pořadí | Jezdec                  | Tým                     | Čas         |
| ------ | ----------------------- | ----------------------- | ----------- |
| 1      | Primož Roglič (SLO)     | Team Jumbo–Visma        | 28h 19' 10" |
| 2      | Remco Evenepoel (BEL)   | Soudal–Quick-Step       | + 6"        |
| 3      | João Almeida (POR)      | UAE Team Emirates       | + 2' 11"    |
| 4      | Marc Soler (ESP)        | UAE Team Emirates       | + 2' 49"    |
| 5      | Mikel Landa (ESP)       | Team Bahrain Victorious | + 2' 59"    |
| 6      | Michael Woods (CAN)     | Israel–Premier Tech     | + 3' 03"    |
| 7      | Giulio Ciccone (ITA)    | Trek–Segafredo          | + 3' 06"    |
| 8      | Jai Hindley (AUS)       | Bora–Hansgrohe          | + 3' 11"    |
| 9      | Cian Uijtdebroeks (BEL) | Bora–Hansgrohe          | + 3' 32"    |
| 10     | Rigoberto Uran (COL)    | EF Education–EasyPost   | + 3' 53"    |

### Bodovací soutěž
| Pořadí | Jezdec                | Tým                      | Body |
| ------ | --------------------- | ------------------------ | ---- |
| 1      | Primož Roglič (SLO)   | Team Jumbo–Visma         | 43   |
| 2      | Remco Evenepoel (BEL) | Soudal–Quick-Step        | 41   |
| 3      | Kaden Groves (AUS)    | Alpecin–Deceuninck       | 20   |
| 4      | Giulio Ciccone (ITA)  | Trek–Segafredo           | 14   |
| 5      | Bryan Coquard (FRA)   | Cofidis                  | 12   |
| 6      | Simone Petilli (ITA)  | Intermarché–Circus–Wanty | 8    |
| 7      | Ide Schelling (NED)   | Bora–Hansgrohe           | 8    |
| 8      | Richard Carapaz (ECU) | EF Education–EasyPost    | 6    |
| 9      | Marc Soler (ESP)      | UAE Team Emirates        | 5    |
| 10     | Roger Adrià (ESP)     | Equipo Kern Pharma       | 4    |

### Vrchařská soutěž
| Pořadí | Jezdec                 | Tým                      | Body |
| ------ | ---------------------- | ------------------------ | ---- |
| 1      | Remco Evenepoel (BEL)  | Soudal–Quick-Step        | 69   |
| 2      | Primož Roglič (SLO)    | Team Jumbo–Visma         | 68   |
| 3      | Guillaume Martin (FRA) | Cofidis                  | 61   |
| 4      | Simone Petilli (ITA)   | Intermarché–Circus–Wanty | 37   |
| 5      | Giulio Ciccone (ITA)   | Trek–Segafredo           | 32   |
| 6      | João Almeida (POR)     | UAE Team Emirates        | 29   |
| 7      | Marc Soler (ESP)       | UAE Team Emirates        | 27   |
| 8      | Richard Carapaz (ECU)  | EF Education–EasyPost    | 22   |
| 9      | Maxim Van Gils (BEL)   | Lotto–Dstny              | 20   |
| 10     | Mikel Landa (ESP)      | Team Bahrain Victorious  | 16   |

### Soutěž mladých jezdců
| Pořadí | Jezdec                    | Tým                 | Čas         |
| ------ | ------------------------- | ------------------- | ----------- |
| 1      | Remco Evenepoel (BEL)     | Soudal–Quick-Step   | 28h 19' 16" |
| 2      | Cian Uijtdebroeks (BEL)   | Bora–Hansgrohe      | + 3' 26"    |
| 3      | Lenny Martinez (FRA)      | Groupama–FDJ        | + 4' 19"    |
| 4      | Lennert van Eetvelt (BEL) | Lotto–Dstny         | + 6' 21"    |
| 5      | Oscar Onley (GBR)         | Team DSM            | + 25' 45"   |
| 6      | Ilan Van Wilder (BEL)     | Soudal–Quick-Step   | + 29' 19"   |
| 7      | Hugo Toumire (FRA)        | Cofidis             | + 33' 34"   |
| 8      | Matthew Riccitello (USA)  | Israel–Premier Tech | + 37' 03"   |
| 9      | Finn Fisher-Black (NZL)   | UAE Team Emirates   | + 39' 52"   |
| 10     | Raúl García Pierna (ESP)  | Equipo Kern Pharma  | + 47' 42"   |

### Soutěž týmů
| Pořadí | Tým                     | Čas         |
| ------ | ----------------------- | ----------- |
| 1      | UAE Team Emirates       | 85h 08' 48" |
| 2      | EF Education–EasyPost   | + 8' 54"    |
| 3      | Bora–Hansgrohe          | + 9' 45"    |
| 4      | Movistar Team           | + 13' 35"   |
| 5      | Team Bahrain Victorious | + 15' 59"   |
| 6      | AG2R Citroën Team       | + 16' 09"   |
| 7      | Team Jumbo–Visma        | + 17' 30"   |
| 8      | Cofidis                 | + 32' 43"   |
| 9      | Israel–Premier Tech     | + 33' 04"   |
| 10     | Soudal–Quick-Step       | + 40' 36"   |